# 4957 Brucemurray
4957 Brucemurray è un asteroide near-Earth. Scoperto nel 1990, presenta un'orbita caratterizzata da un semiasse maggiore pari a 1,5654023 UA e da un'eccentricità di 0,2189906, inclinata di 35,01056° rispetto all'eclittica.